# Steppenigel (Art)
Der Steppenigel (Mesechinus miodon) ist eine im Osten von Ningxia und im Norden von Shaanxi im nördlichen China vorkommende Igelart.

## Merkmale
Der Steppnigel erreicht eine Kopf-Rumpf-Länge von 12 bis 22 cm, eine Schwanzlänge von 2,5 bis 4,6 cm und ein Gewicht von 230 bis 750 g. Die Hinterfußlänge beträgt 3,5 bis 4 cm, die Ohrenlänge 2,4 bis 3,5 cm. Die Stacheln sind 22 bis 29 mm lang. Die körpernahen zwei Drittel der Stacheln sind hellbraun, gefolgt von einem 4 mm breiten, schwarzbraunen Ring und einer hellbraunen Färbung an der Spitze. Die Spitze kann jedoch auch dunkel sein. Die Kopfhaare und die Haare an den Körperseiten, Beinen und am Schwanz sind schmutzigweiß bis bräunlich. Der Bauch ist hell bis schmutzigweiß. Der Karyotyp besteht aus einem Chromosomensatz von 2n=44-48 Chromosomen (FN=84-92).

## Lebensraum und Lebensweise
Der Lebensraum des Steppenigels ist trocken und wüstenartig. Yulinfu, die Terra typica in Shaanxi, ist geprägt von gelbem Sand und braunem Fels. Lediglich verstreute Salbeibüschel und wenige Bäume zeigen sich in der ansonsten weitgehend vegetationslosen Landschaft. Über die Ernährung, das Fortpflanzungs- und sonstige Verhalten der Tiere ist bisher kaum etwas bekannt. Sie fressen verschiedene Arten von Käfern und beginnen im späten Oktober ihren Winterschlaf. Am häufigsten sind die Igel im April und im Mai, wenn das Nahrungsangebot am besten ist.

## Systematik
Die Igelart wurde im Jahr 1908 durch den britischen Zoologen Oldfield Thomas zusammen mit Hughs Igel (Mesechinus hughi) erstmals beschrieben. Thomas gab der Art den Namen Erinaceus miodon, ordnete sie also den Kleinohrigeln zu. Die Mammalogen Gordon Barclay Corbet und John Edwards Hill ordneten die Form im Jahr 1992 dem Daurischen Igel (M. dauuricus) als Unterart zu, während Rainer Hutterer sie im Jahr 2005 als Unterart zu Hughs Igel stellte. Nach einer im Jahr 2016 veröffentlichten Analyse der vollständigen mitochondrialen DNA der Tiere ist die Art näher mit dem Eigentlichen Langohrigel (Hemiechinus auritus) verwandt als mit dem Daurischen Igel. Im Jahr 2018 wurde ihr wieder der Rang einer eigenständigen Art zugebilligt.